# Chapelle-Viviers
Chapelle-Viviers település Franciaországban, Vienne megyében. Lakosainak száma 564 fő (2022. január 1.). Chapelle-Viviers Chauvigny, Civaux, Leignes-sur-Fontaine, Pindray, Valdivienne és Sillars községekkel határos.

## Népesség
A település népességének változása:
| Lakosok száma | 507  | 540  | 605  | 561  | 566  | 581  | 590  | 577  | 564  |
|               | 2013 | 2015 | 2016 | 2017 | 2018 | 2019 | 2020 | 2021 | 2022 |